# 萨克议会

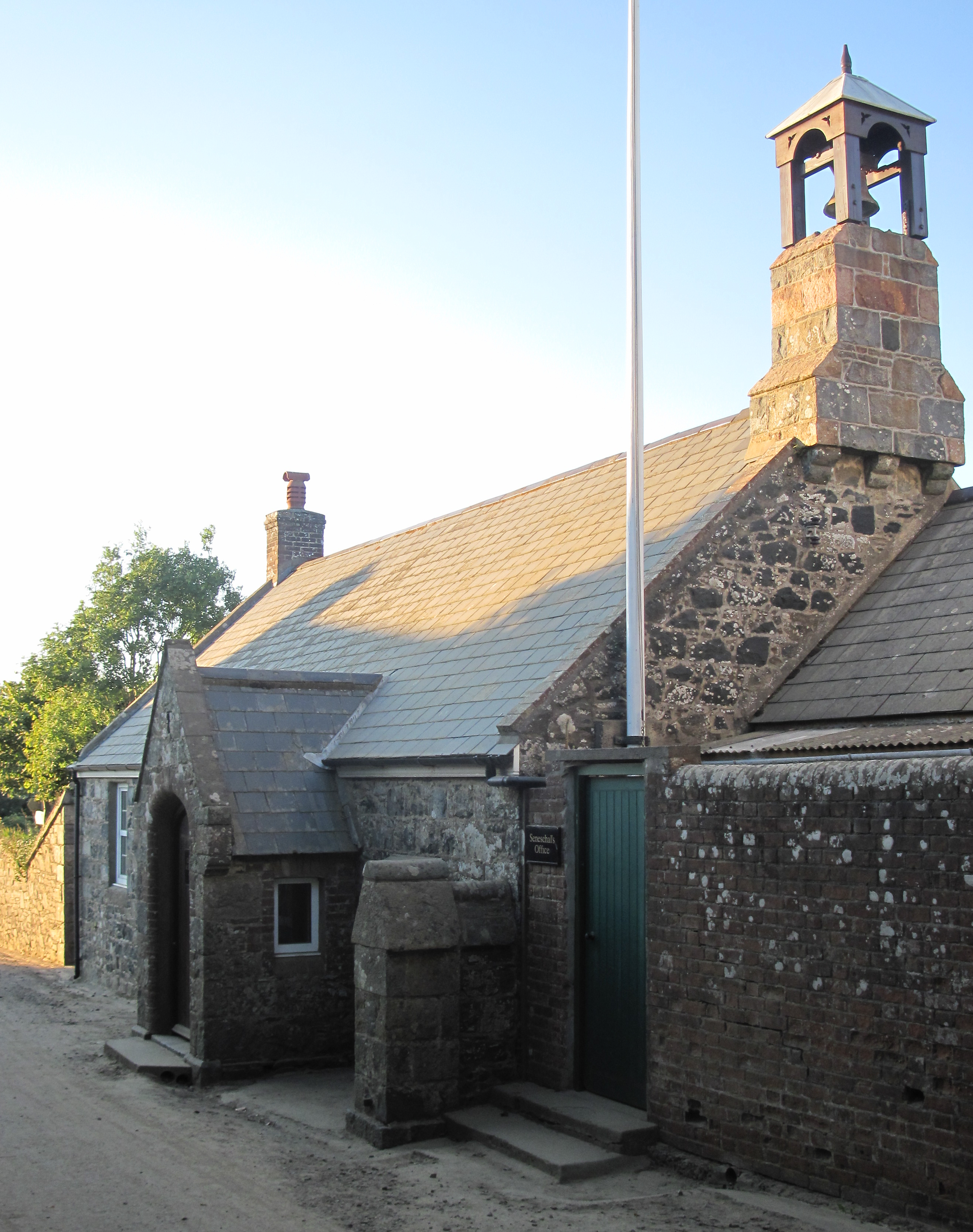
议会和司法官法庭的会址

议会印章

议会（英語：Chief Pleas；萨克语：Cheurs Pliaids）是英国王室属地根西行政区下辖的司法管辖区萨克的立法机关。议会由18名议员组成，任期4年。此外，领主（Seigneur）和议长（由议员选举产生）也被视为议会成员，但他们没有投票权。议员的任期是错开的，一半议员的任期在另一半议员的任期中期开始。因此，每隔两年，9名议员会被选举出来，任期为四年。选举在全萨克岛一个多议席选区内进行，得票最多的9名候选人当选。监督官（Prévôt）、书记员（Greffier）和财务主管也会出席议会，但他们不是议员；财务主管可以就税收和财政问题在议会发表讲话。
然而，如果候选人数不超过需填补的职位数量（包括临时空缺），则所有候选人将被直接宣布当选，无需实际选举。在2014年和2016年的议会选举中都发生了这种情况。
直到2008年，萨克议会由土地租户和12名人民代表组成，这12名代表是当时萨克大多数人仅有的民意代表，该职位于1922年设立。领主和主持议会的司法官（Seneschal）也是议会成员。
自2000年以来，萨克议会一直在进行改革，以应对内部和国际压力。2006年3月8日，议会以25票对15票通过了一项创设包括领主、司法官、14名民选的地主议员和14名民选的非地主议员的新立法机关的提案。但英国大法官杰克·斯特劳明确表示，对这一选项不予考虑。
在改革的两个选项中，一个是完全由选举产生立法机构，另一个是部分席位保留给选举产生的土地租户，56%的居民表示更倾向于完全由选举产生立法机构。在进行民意调查后，议会于2006年10月4日投票决定，由普选产生的28名议员取代议会中的12名人民代表和40名土地租户。这一决定在2007年1月被暂停，因为有人指出在民意调查中获得的56%对44%的多数未达到宪法变更所需的60%多数。该决定被新的提案所取代，该提案主张在2008年—2012年，议会应由16名土地租户和12名普选产生的议员组成，然后通过具有约束力的公投决定是否保留这一组成或改为28名议员。该提案被枢密院否绝，28名议员的选项在2008年2月被恢复，并在同年4月获得枢密院批准。
2003年，萨克议会投票决定修改岛上长期以来的离婚禁令，赋予根西王家法院允许离婚的权力。
2017年，由于缺乏候选人参选，议员人数从28名减少到18名，每两年选举9名议员。
根西行政区的法律和英国议会的法案可以（后者与其他海峡群岛岛屿一样）延伸至萨克。通常会征求议会的同意，但最高法院在“R诉司法大臣案”中裁定这并非必要。萨克不制定自己的刑事法律；根据2008年《萨克改革法》第4（3）条，制定刑事法律的责任被赋予根西议会。